# Loch Calavie
Loch Calavie är en sjö i Storbritannien.   Den ligger i kommunen Highland och riksdelen Skottland, i den nordvästra delen av landet, 700 km nordväst om huvudstaden London. Loch Calavie ligger 343 meter över havet. Arean är 0,51 kvadratkilometer.Omgivningarna runt Loch Calavie är i huvudsak ett öppet busklandskap. Den sträcker sig 0,7 kilometer i nord-sydlig riktning, och 1,5 kilometer i öst-västlig riktning.